# The Dinosaur Project
Pour plus de détails, voir Fiche technique et Distribution.
The Dinosaur Project est un film d'aventure et de science-fiction britannique réalisé par Sid Bennett, sorti en 2012.

## Fiche technique
- Titre original : The Dinosaur Project
- Réalisation : Sid Bennett
- Scénario : Sid Bennett, Jay Basu
- Production : Nick Hill
- Pays d'origine :  Royaume-Uni
- Langue originale : anglais
- Genre : aventure, science-fiction
- Durée : 83 minutes
- Dates de sortie : 2012

## Distribution
- Matthew Kane : Luke Marchant
- Richard Dillane : Jonathan Marchant
- Peter Brooke : Charlie Rutherford
- Andre Weideman : Pete Van Aarde
- Abena Ayivor : Amara
- Natasha Loring : Liz Draper
- Stephen Jennings : Dave Moore
- Sivu Nobogonza : Étienne